# Anania verbascalis

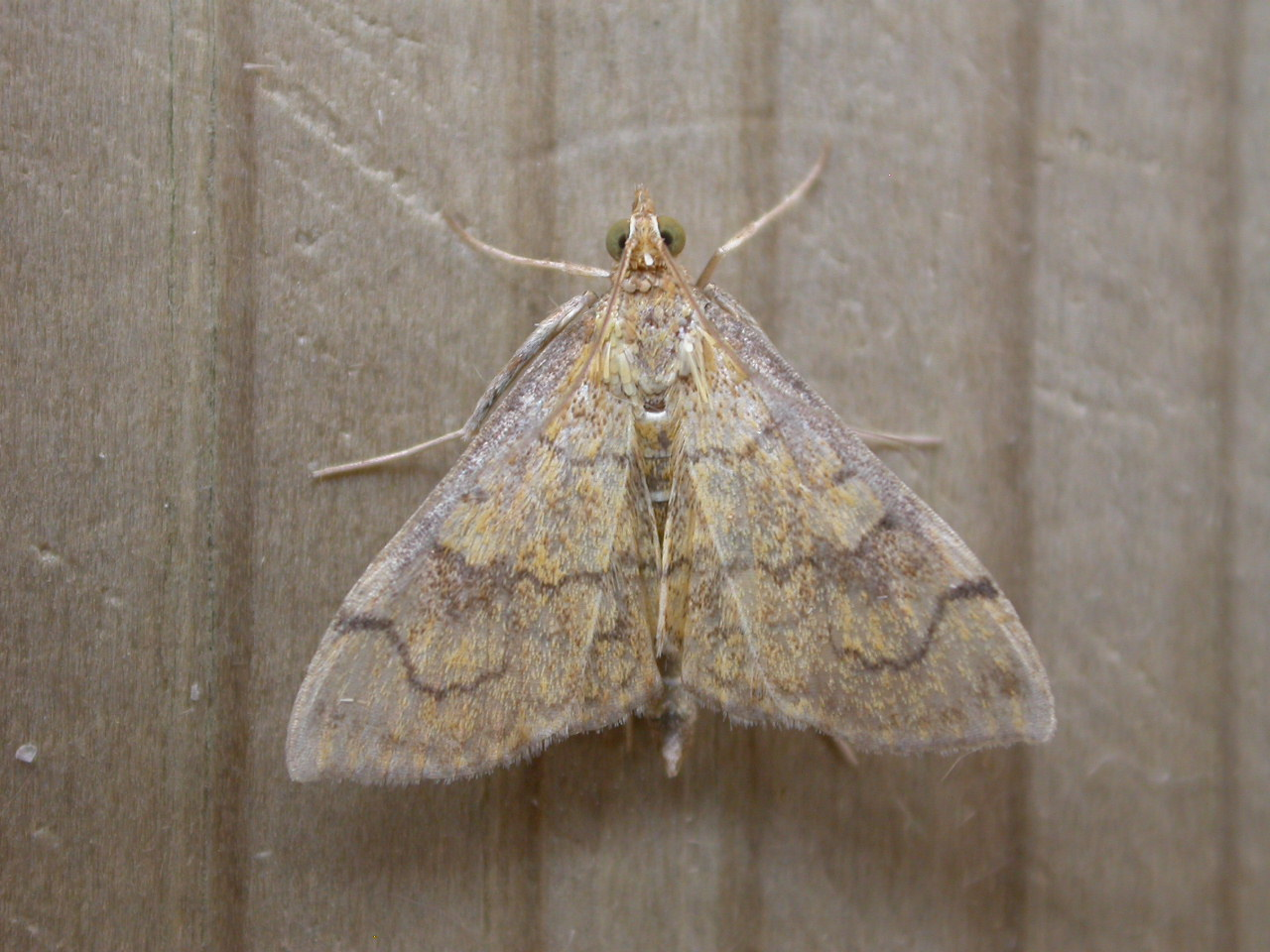
Stark abgeflogenes Exemplar

Anania verbascalis ist ein (Klein-) Schmetterling aus der Familie der Crambidae.

## Merkmale
Die Flügelspannweite der Falter beträgt 22 bis 26 Millimeter (bzw. die Vorderflügellänge 10 bis 11 Millimeter). In der Grundfarbe sind die Flügel gelblich braun mit mehr oder weniger intensiver bräunlicher Überstäubung. Die Vorderflügel weisen zwei Querlinien auf, die äußere mit einer starken mittigen Ausbuchtung, die innere Querlinie ist dagegen nur leicht gebogen. Der Rücksprung nach der gezackten Ausbuchtung ist zum Innenrand hin viel stärker als zum Kostalrand. Ein Queraderstrich zieht sich vom Kostalrand zum Rücksprung der äußeren Querlinie. Von der Flügelwurzel bis etwas über den Queraderstrich hinaus zieht sich ein dunkler Längsstrich, oft gesäumt von einem hellen Streifen. Oft sitzt nur wenig außerhalb der inneren Querlinie ein weiterer, sehr kurzer Queraderstrich, der ebenfalls vom Kostalrand ausgeht. Bei manchen Exemplaren hebt sich der disko-zellulare Fleck deutlich hell ab. Auch die Ausbuchtung der äußeren Querlinie kann hell hervorgehoben sein. Im Außenfeld ist eine schwach gebogene, gezackte Schattenlinie ausgebildet. Die Saumlinie ist dunkel und meist sehr dünn hell gesäumt. Der Hinterflügel hat die gleiche Grundfarbe wie der Vorderflügel. Er weist eine zweimal fast rechtwinklig gebrochene Querlinie sowie eine Schattenlinie auf.
Die Raupe ist grünlich mit einem bräunlichen Kopf.
Die Puppe ist 9,5 bis 11,5 Millimeter lang und misst 2,7 bis 3,0 Millimeter im Durchmesser. Sie ist rotbraun mit einer fein papillösen, wenig gerunzelten Oberflächenskulptur. Der Kremaster ist verhältnismäßig kurz und an der Basis stark erweitert. Das breite Ende ist abgerundet oder stumpfwinklig. Die mittellangen Borsten sind in je einer Vertiefung am Ende konzentriert.

## Geographische Verbreitung und Lebensraum
Anania verbascalis ist in Mitteleuropa weit verbreitet. In England ist sie auf den Süden beschränkt. In Schweden kommt sie bis auf die Höhe von Stockholm vor. Sie kommt lokal auch in Südeuropa vor, sowie in Kleinasien und dem Kaukasus. Im Osten reicht das Verbreitungsgebiet bis Chakassien, Transbaikalien, den Russischen Fernen Osten, Nordjapan und Korea.
Die Art kommt an offenen, trockenen und warmen Standorten wie Heideland, Geröllfelder, sandigen und felsigen Stellen vor.

## Lebensweise
Anania verbasci bildet in Mitteleuropa zwei Generationen pro Jahr, deren Falter von Mitte April bis Juni und Juli bis Mitte September fliegen. Im Norden des Verbreitungsgebietes wird nur eine Generation pro Jahr gebildet. Die Falter fliegen im Juni und Juli. Sie sind dämmerungs- und nachtaktiv und kommen an künstliche Lichtquellen. Tagsüber sitzen sie versteckt in der Vegetation. Die Raupen ernähren sich von der Kleinblütigen Königskerze (Verbascum thapsus), Salbei-Gamander (Teucrium scorodonia) und Braunwurzen (Scrophularia). Die Zucht gelang auch mit Edel-Gamander (Teucrium chamaedrys). Die Raupe lebt in einem Gespinst unter den Blättern der Raupennahrungspflanzen. Die Raupen der 2. Generation überwintern und verpuppen sich im Frühjahr des folgenden Jahres.

## Systematik und Taxonomie
Das Taxon wurde 1775 von Michael Denis und Johann Ignaz Schiffermüller erstmals unter dem Namen Pyralis verbascalis wissenschaftlich beschrieben. Der Holotyp stammte aus der Gegend um Wien. Die Art ist auch in der älteren Literatur meist unter dem heute noch gültigen Namen Anania verbascalis zu finden.

## Belege